# بیات اصفهان
آواز اصفهان یا بیات اصفهان یکی از آوازهای موسیقی سنتی ایرانی است. بیشتر موسیقی‌دانان آن را از متعلقات همایون دانسته‌اند اما برخی این آواز را جزء دستگاه شور می‌دانند.
اگرچه نام بیات اصفهان با مقام اصفهان همسان است اما از نظر موسیقایی با آن مرتبط نیست. در بیات اصفهان، نت پایه همان درجهٔ چهارم همایون است که نقش نت شاهد را نیز ایفا می‌کند. این نت در مرکزیت دو دانگ قرار دارد که دانگ پایین‌تر تا نت پایهٔ همایون (که تکیه‌گاه بم بیات اصفهان است) پایین می‌رود و دانگ بالاتر مسیری است به سمت اوج آواز اصفهان. فواصل بیات اصفهان به گام کوچک هماهنگ (مینور هارمونیک) در موسیقی کلاسیک غربی نزدیک هستند و تنها در یک درجه با هم تفاوت دارند؛ این امر باعث شده که بیات اصفهان در موسیقی معاصر بسیار مورد توجه باشد. همچنین، بیات اصفهان به غیر از دستگاه‌های همایون و شور با دستگاه‌های ماهور، چهارگاه و سه‌گاه نیز رابطه دارد.
مهم‌ترین گوشه‌های بیات اصفهان عبارتند از درآمد، جامه‌دران، بیات راجه، عشاق، شاه ختائی، سوزوگداز، و بیات شیراز. موسیقی‌دانان مختلف احساسات مختلفی را برای بیات اصفهان برشمرده‌اند که معمولاً بین شادی و غم و دارای عمق توصیف شده است. آثار شناخته‌شدهٔ بسیاری در بیات اصفهان وجود دارد که تصنیف «شاه من، ماه من» از مرتضی نی‌داوود یکی از آنان است؛ این اثر توسط خوانندگان بسیاری بازخوانی شده و مرتضی حنانه موسیقی عنوان‌بندی مجموعهٔ تلویزیونی هزاردستان را بر اساس همین قطعه ساخته است. برخی از نمونه‌های دیگر عبارتند از تصنیف «آمد نوبهار» از مهدی خالدی، تصنیف «امشب شب مهتابه» از علی‌اکبر شیدا، و تصنیف «بردی از یادم» از مصطفی گرگین‌زاده.

## تاریخچه و نام
پیشوند «بیات» (که در نام آوازهای دیگری همچون بیات کرد و بیات ترک نیز به کار می‌رود) ممکن است مخفف «ابیات» باشد.
نام «اصفهان» اشارهٔ مستقیمی است به شهر اصفهان در موسیقی قدیم ایران مقامی به نام اصفهان وجود داشته است اما فواصل آن با آواز اصفهان مطابقت ندارد. به عقیدهٔ فرهاد فخرالدینی این نوع نامگذاری گوشه‌ها و آوازها در ردیف (یعنی استفاده از یک نام قدیمی برای یک گوشه یا آواز که به آن مرتبط نیست) در ردیف موسیقی ایرانی نادر نیست و وی آن را نوعی «تحریف» در طبقه‌بندی موسیقی ایرانی می‌داند. فواصل مقام اصفهان در موسیقی ردیفی ایران مرسوم نیستند، اما استفاده از این مقام در موسیقی عربی و ترکی معمول است.

## ساختار

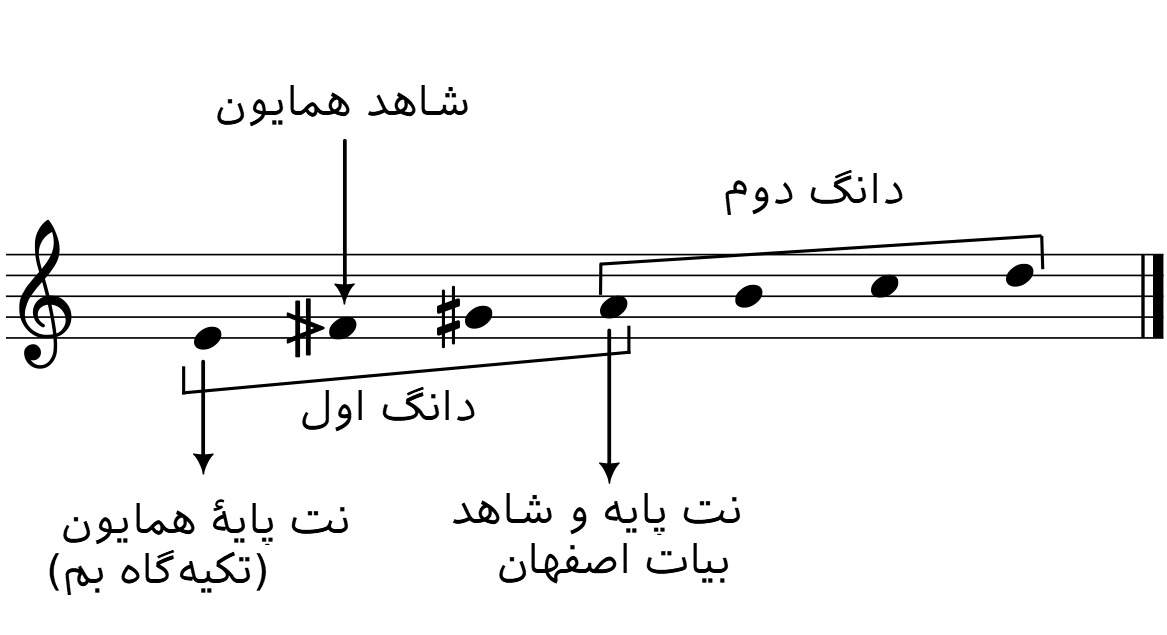
رابطهٔ بین درجات بیات اصفهان و دستگاه همایون

بیات اصفهان معمولاً از متعلقات دستگاه همایون دانسته می‌شود. درجهٔ چهارم همایون نت پایهٔ اصفهان و همچنین نت شاهد آن است. این نت در مرکزیت دو دانگ قرار دارد که اولی از نت پایهٔ همایون تا نت شاهد اصفهان و دومی بالاتر از نت شاهد اصفهان است. ملودی آواز اصفهان معمولاً با تأکید بر دانگ اول آغاز می‌شود و بعد به سمت دانگ دوم گسترش می‌یابد. نت پایهٔ همایون در این حین نقش تکیه‌گاهِ بم (یا حضیض) را برای آواز اصفهان ایفا می‌کند و ملودی حداکثر تا این نت پایین می‌آید. در مورد نت ایست برای بیات اصفهان دو گزینه وجود دارد: ملودی می‌تواند به نت پایهٔ اصفهان (درجهٔ چهارم همایون) برگردد یا آن که پایین‌تر رفته و روی درجهٔ سومِ پایین (که همان درجهٔ دوم همایون و نت شاهد همایون است) توقف کند. در گروه کوچکتری از اجراها نیز نت خاتمه، درجهٔ چهارم یا پنجم پایین است (یعنی یک یا دو درجه بمتر از شاهد همایون).
بیات اصفهان از نظر فواصل با گام کوچک هماهنگ (مینور هارمونیک) در موسیقی کلاسیک  غربی نزدیکی بسیاری دارد؛ تفاوت گام مینور هارمونیک و گام بیات اصفهان در آن است که درجهٔ ششم در بیات اصفهان یک ربع پرده زیرتر است. این درجه در بیات اصفهان نقش نت ایست را ایفا می‌کند و تأکید بر آن باعث تمایز آن از گام کوچک هماهنگ می‌گردد.

مقایسهٔ گام کوچک هماهنگ (بالا) و درجات بیات اصفهان (پایین).

در گذشته، درجهٔ هفتم بیات اصفهان نیز ریزپرده‌ای بود؛ مثلاً، در بیات اصفهانِ لا، این درجه به جای آن که (مثل گام کوچک هماهنگ) سل دیز باشد، سل سری بود. در این صورت، دانگ اول بیات اصفهان را به جای دستگاه همایون می‌توان منطبق بر دانگ اول چهارگاه دانست. داریوش طلایی هم در کتاب نگرشی نو به تئوری موسیقی ایرانی از دانگ چهارگاه برای نمایش دانگ پایین بیات اصفهان استفاده کرده است. البته داریوش صفوت، اصفهان قدیم را بیشتر به شور و سه‌گاه شبیه می‌داند.

### ارتباط با دیگر دستگاه‌ها
اگر در دستگاه همایون از درجهٔ چهارم دستگاه جلو برویم، حاصل امر گامی است که درجات آن بر بیات اصفهان منطبق است؛ در نتیجه بسیاری بیات اصفهان را جزو متعلقات دستگاه همایون می‌دانند. اما هرمز فرهت این دیدگاه را نادرست می‌نامد و بیات اصفهان را داری هویتی مجزا می‌داند. او دلیل این «ابهام» را در شباهت بخش‌هایی از اجرای دستگاه همایون می‌داند که در آن به چهارگاه پرده‌گردانی می‌شود (از نظر فواصل، اجرای چهارگاه در اینجا با فواصل بیات اصفهان مطابقت دارد، اما از نظر ویژگی‌های ملودی‌شان با هم تمایز دارند).
طبقه‌بندی بیات اصفهان در دستگاه همایون، قدمت زیادی دارد چنان‌که فرصت شیرازی نیز همین تقسیم‌بندی را ارائه کرده است. اما برخی (از جمله هرمز فرهت) بیات اصفهان را به دستگاه شور نزدیک‌تر می‌دانند. محمدرضا لطفی هم بیات اصفهان را مشتق از گوشهٔ قجر در دستگاه شور می‌داند و طبقه‌بندی‌اش در دستگاه همایون را اشتباه می‌داند. به گفتهٔ هومان اسعدی نیز بیات اصفهان توسط مهدیقلی هدایت و ژان دورینگ جزئی از شور دانسته می‌شده و انتساب آن به همایون ناشی از شیوهٔ نوازندگی آقا حسینقلی بوده است.
به جز شور و همایون، بیات اصفهان با دستگاه‌های دیگر نیز ارتباط دارد. در دستگاه سه‌گاه گوشه‌های مخالف و مغلوب از نظر درجات دچار تغییراتی هستند که آن‌ها را از درآمد سه‌گاه متمایز می‌کند؛ دانگی که حاصل این تغییرات است، از نظر فواصل به بیات اصفهان بسیار نزدیک است. در دستگاه همایون هم گوشه‌ای به نام چکاوک وجود دارد که به بیات اصفهان نزدیک است؛ دانگ اول این گوشه همان دانگِ بم‌تر اصفهان (و منطبق با دانگ اول همایون) است و نت شاهد آن درجهٔ چهارم همایون، نت ایست آن درجهٔ سوم همایون و و نت خاتمه‌اش همان نت خاتمهٔ همایون است. همچنین در دستگاه ماهور گوشه‌ای به نام اصفهانک وجود دارد که به عقیدهٔ برونو نتل و داریوش شناسا احتمال دارد که این شباهت نام، ناشی از ارتباط این گوشه با بیات اصفهان باشد. در موسیقی عربی نیز مقام نهاوند با بیات اصفهان در موسیقی ردیفی ایرانی مشابهت دارد.

## تحلیل ردیف
به جز درآمد اصفهان که در محور اصلی آن اجرا می‌شود، برخی گوشه‌های دیگر (نظیر سوزوگداز) نیز در همین فضای صوتی اجرا می‌شوند اما گروه دیگری از گوشه‌ها همچون عشاق و شاه‌ختائی در واقع نمود دستگاه‌های شور و نوا هستند.

### گوشه‌ها
فرهت این گوشه‌ها را برای بیات اصفهان نام می‌برد: درآمد، جامه‌دران، بیات راجه، عشاق، شاه ختائی، و سوزوگداز. داریوش طلایی هم فقط گوشه‌های درآمد، جامه‌دران، بیات راجه، نغمه و سوزوگداز را برای این آواز برشمرده است. ولی فرهاد فخرالدینی گوشه‌های بیشتری برای این آواز برمی‌شمرد: جامه‌دران، بیات راجه، حزین، عشاق (اوج)، رُهاب، شاه‌ختایی، سوزوگداز، راز و نیاز، مثنوی، و رِنگ فرح‌انگیز. در ردیف‌های مختلف، گوشه‌های دیگری نیز برای بیات اصفهان ذکر شده است، از جمله گوشهٔ بیات شیراز در ردیف عبدالله دوامی، گوشهٔ کرشمه در ردیف موسی معروفی، و گوشهٔ بیات درویش حسن در ردیف حسن کسائی برای ساز نی.

#### بیات راجه (بیات راجع)
این گوشه که در دستگاه نوا طبقه‌بندی می‌شود را در آواز افشاری نیز به کار می‌برند ولی این گوشه به نوا و اصفهان نزدیکی بیشتری دارد تا به افشاری. در افشاری، این گوشه چنین توصیف می‌شود که در آن درجهٔ ششم شور ربع پرده زیرتر می‌شود و دیگر تغییر داده نمی‌شود؛ این درجه نت شاهد بیات راجه نیز هست (و درجهٔ پنجم شور نت ایست آن است). در بیات اصفهان، این گوشه چنین توصیف می‌شود که نت پایه آن همان نت پایهٔ اصفهان است اما تأکید کمتری روی آن صورت می‌پذیرد؛ درجهٔ دوم اصفهان هم نت شاهد، نت ایست و معمولاً نت آغاز آن است. بیشتر ملودی بیات راجه در یک فاصلهٔ پنجم درست رخ می‌دهد که بر نت پایهٔ اصفهان استوار است و برخلاف درآمد اصفهان، اشاره به نت‌های بم‌تر از نت پایه در آن معمول نیست. در ردیف میرزاعبدالله از نوعی تحریر به نام تحریر حرامزاده یا پرستو اسم برده شده که در این گوشه اجرا می‌شود.
از نظر مد، گوشهٔ بیات راجه در اصفهان با گوشه‌ای به همین نام در دستگاه نوا مطابق است و هر دوی آن‌ها با منطقهٔ گوشهٔ بیداد در دستگاه همایون مطابقت دارند. گوشهٔ بیات راجه یکی از مهم‌ترین گوشه‌های بیات اصفهان دانسته می‌شود.

#### عشاق
گوشهٔ عشاق معمولاً پس از بیات راجه اجرا می‌شود و این گوشه بر درجهٔ دوم بیات اصفهان استوار است. درجهٔ سوم اصفهان در این گوشه یک ربع پرده زیرتر می‌شود و درجهٔ هفتم اصفهان (که در محور اصلی بیات اصفهان، ریزپرده‌ای است، بکار می‌شود.
گوشهٔ عشاق از نظر فواصل با درجات شور مطابق است اما معمولاً در اجرای خود دستگاه شور به کار نمی‌رود. در عوض، در اجرای دستگاه‌هایی نظیر همایون، راست‌پنج‌گاه و نوا و نیز در آواز دشتی و ابوعطا گوشهٔ عشاق به کار می‌رود و ساختارش نیز در تمام این دستگاه‌ها کمابیش یکسان است. گوشهٔ عشاق راهی برای پرده‌گردانی به دستگاه شور نیز فراهم می‌کند.

#### شاه ختائی
این گوشه نیز مانند عشاق از نظر فواصل به دستگاه شور نزدیک است و در دستگاه نوا نیز اجرا می‌شود. وجه تمایز این گوشه در آن است که نتی در آن که مطابق با درجهٔ پنجم شور است، نت متغیر بوده و یک ربع پرده بمتر اجرا می‌شود. گوشهٔ شاه ختائی در اوج آواز اصفهان اجرا می‌شود و در آغاز این گوشه معمولاً یک جهش به اندازهٔ فاصلهٔ چهارم درست به سمت نت‌های زیرتر صورت می‌گیرد تا آواز اوج بگیرد. آغاز این جهش معمولاً درجهٔ دوم یا سوم اصفهان است. برخلاف گوشهٔ عشاق که آواز اصفهان را از محور اصلی‌اش خارج می‌کند و در فضای دستگاه شور می‌برد اما آن را به محور اصلی بیات اصفهان بازنمی‌گرداند، گوشهٔ شاه ختائی که همیشه بعد از عشاق اجرا می‌شود، حتماً با فرود به محور اصلی دستگاه اصفهان دنبال می‌شود.
نام این گوشه به شاه اسماعیل یکم اشاره دارد؛ وی شاعری پرکار بود و با تخلص «ختائی» شعر می‌سرود.

#### سوزوگداز
گوشهٔ سوزوگداز گوشه‌ای متمایز است که پس از شاه ختائی اجرا می‌شود. از نظر فواصل و مد، این گوشه با درآمد بیات اصفهان مطابقت دارد اما در آن تأکید بیشتر بر روی نت‌هایی است که در فاصلهٔ پنجم درستِ بالای نت پایهٔ اصفهان قرار دارند (یعنی برخلاف درآمد، نت‌های بمتر از نت پایه مورد تأکید نیستند). در اجرای آوازی بیات اصفهان، معمولاً گوشهٔ سوزوگداز با اجرای یک مثنوی دنبال می‌شود که ممکن است به آن نام «گوشهٔ مثنوی» نیز بدهند.

#### بیات شیراز
در برخی ردیف‌ها، از جمله در ردیف آوازی عبدالله دوامی، گوشه‌ای به نام بیات شیراز وجود دارد که یکی از گوشه‌های آواز اصفهان برشمرده می‌شود. به گفتهٔ داریوش طلایی این گوشه توسط محمود کریمی و تحت تأثیر موسیقی آذربایجانی به آواز بیات اصفهان اضافه شده است. در موسیقی ترکی یک مقام با نام بیات شیراز وجود دارد که خود شامل چندین گوشه است و از نظر فواصل با بیات اصفهان در ردیف موسیقی ایرانی مطابقت دارد. در موسیقی مقامی آذربایجانی نیز مقام بیات شیراز وجود دارد و «اصفهان» نام یکی از مقام‌های فرعی مربوط به آن است. اما فرصت‌الدوله شیرازی بیات شیراز را یکی از گوشه‌های آواز دشتی دانسته است.

## احساس
روح‌الله خالقی، آواز اصفهان را «گاهی شاد و گاهی غمگین» می‌خواند و حالت آن را «بین غم و شادی» می‌داند. اما شاهین فرهت اصفهان را دارای غمی عمیق توصیف می‌کنند و آن را از این جهت مانند دستگاه همایون و گام کوچک می‌داند. مارگارت کاتون نیز در دانشنامه ایرانیکا در توصیف بیات اصفهان، آن را دارای احساس عمیق توصیف کرده که ترکیبی از شادی و اندوه است. داریوش صفوت هم اصفهان را عرفانی و عمیق توصیف می‌کند. وی اصفهان را از دستگاه شور سرزنده‌تر می‌داند، اما معتقد است که اصفهان به همان اندازهٔ شور «برانگیزنده» است. به گفتهٔ او نواختن اصفهان به شیوهٔ سنتی باعث ایجاد حالت خلسه و مراقبه می‌شود.

## نمونه‌ها

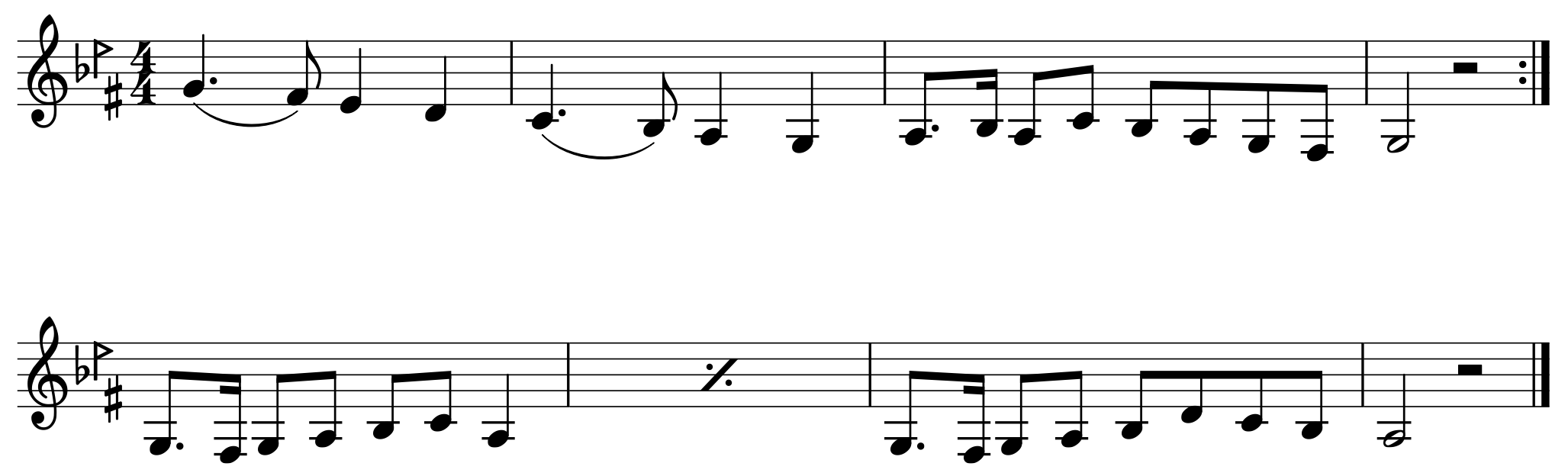
قسمتی از ابتدای پیش‌درآمد بیات اصفهان از مرتضی نی‌داود. در این نمونه، ملودی روی نت پایهٔ اصفهان توقف می‌کند (نت ایست همان نت پایه است).

بیات اصفهان به دلیل نزدیکی‌اش به گام کوچک هماهنگ در موسیقی غربی، کاربرد فراوانی در موسیقی سنتی و عامه‌پسند ایران داشته و از آن با کوک غربی (یعنی با تغییر درجهٔ ششم به شکلی که ریزپرده نداشته باشد) بسیار استفاده می‌شود. قطعه‌های مشهور در بیات اصفهان بسیارند که در ادامه چند مورد از آن‌ها برای نمونه آورده شده‌اند.
مرتضی نی‌داوود یک قطعهٔ پیش‌درآمد در بیات اصفهان ساخته که از آثار شناخته شده در این آواز به‌شمار می‌رود. این قطعه در اصل یک تصنیف بود که نی‌داوود آهنگ آن را ساخت و حسین پژمان بختیاری شعر آن را سرود و با نام «شاه من، ماه من» شناخته می‌شود. اولین اجرای این اثر با آواز قمرالملوک وزیری (قمر) انجام شد که بعداً روی صفحه گرامافون نیز ضبط شد؛ در این اجرا مرتضی نی‌داوود نوازندهٔ تار است و موسی نی‌داوود (برادر مرتضی نی‌داوود) هم ویولن نواخته است. بعدها مرتضی حنانه با اقتباس از ملودی این اثر، موسیقی عنوان‌بندی مجموعهٔ تلویزیونی هزاردستان را ساخت. با این حال، این اقتباس به‌طور صریح اعلام نشده بود و حتی در عنوان‌بندی پایانی هزاردستان هم اشاره به نام نی‌داوود یا قمر نشده بود. از دیگرانی که این تصنیف را خوانده‌اند می‌توان به شهلا سرشار، اکی بنایی و داوود آزاد اشاره کرد. علیرضا افتخاری هم قطعهٔ «شور عاشقانه» (در آلبوم شور عشق، منتشر شده در سال ۱۳۷۴) را که اقتباسی از همین تصنیف است، با شعر فریدون مشیری و تنظیم فریدون شهبازیان اجرا کرده است.
رضا محجوبی نیز یک پیش‌درآمد در بیات اصفهان ساخته که از آثار معروف وی به‌شمار می‌رود. بعدها فرهاد فخرالدینی موسیقی عنوان‌بندی مجموعهٔ کیف انگلیسی را بر اساس آن اثر محجوبی درست کرد.
تصنیف آمد نوبهار با آهنگسازی مهدی خالدی، شعری از اسماعیل نواب صفا و خوانندگی دلکش، نمونه‌ای دیگر از قطعه‌های مشهور در آواز اصفهان است. این تصنیف که در سال ۱۳۲۷ منتشر شد، تا سه دهه در آغاز برنامه‌های نوروزی رادیوی ایران پخش می‌شد. پرویز یاحقی این تصنیف را «تصنیفی نایاب» خوانده که «نظیرش پدید نخواهد آمد». تصنیف «یاد کودکی» ساختهٔ علی تجویدی و با شعری از رحیم معینی کرمانشاهی نمونه‌ای دیگر از بیات اصفهان است. تجویدی این تصنیف را به یاد دوران کودکی خودش و حیاط خانهٔ کودکی‌اش که گل‌های لاله عباسی داشت ساخته بود. این تصنیف از بیات اصفهان شروع می‌شود و سپس به سه‌گاه پرده‌گردانی می‌کند و نهایتاً به دستگاه شور رفته و با یک پاساژ به بیات اصفهان بازگشت می‌کند.
تصنیف سلسلهٔ موی دوست از علی‌اکبر شیدا بر اساس شعری از سعدی و شیدا، نمونه‌ای دیگر از قطعه‌های بیات اصفهان است. این تصنیف را بعداً ایرج بسطامی نیز در آلبوم موسم گل (با آهنگسازی محمدرضا درویشی) بازخوانی کرد. نورالدین رضوی سروستانی نیز همین تصنیف را در آلبوم غیررسمی نسیم سحر بازخوانی و منتشر کرد.
تصنیف چنگ رودکی (معروف به «بوی جوی مولیان») که روی شعری از رودکی ساخته شده است از ساخته‌های روح‌الله خالقی نمونه‌ای دیگر از آثار بیات اصفهان است. اجرای این تصنیف با صدای مرضیه و غلامحسین بنان در برنامهٔ گل‌های رنگارنگ شماره ۲۵۴ اجرا شده است. نمونه‌هایی دیگر از بیات اصفهان عبارتند از تصنیف امشب شب مهتابه ساختهٔ علی‌اکبر شیدا، تصنیف بهار دلنشین ساختهٔ خالقی با شعری از بیژن ترقی، و تصنیف بُتِ چین از شیدا که بعداً توسط محمدرضا شجریان در آلبوم گلبانگ شجریان ۱ (که به آلبوم بت چین نیز معروف است) بازخوانی شده است. ترانهٔ شانه که توسط پوران (و بعداً به صورت مشترک با ویگن) اجرا شده نیز در بیات اصفهان است؛ این ترانه الهام‌گرفته از ترانهٔ بنت الشلبیه است که فیروز خوانندهٔ لبنانی آن را در مقام نهاوند خوانده است. همچنین تصنیف بردی از یادم به آهنگسازی مصطفی گرگین‌زاده و با شعری از پرویز خطیبی که توسط دلکش و ویگن به صورت دوصدایی اجرا شد، و تصنیف امید جانم ز سفر بازآمد با آهنگی از علی تجویدی، شعری از معینی کرمانشاهی و آواز دلکش، در بیات اصفهان هستند. تصنیف مرا ببوس از مجید وفادار که اولین بار توسط حسن گل‌نراقی اجرا شد نیز در آواز اصفهان ساخته شده است و محمد نوری نیز ترانهٔ فولکلور جان مریم را در بیات اصفهان اجرا کرده است. همچنین سرود یار دبستانی من ساختهٔ منصور تهرانی نیز در همین آواز است.